# Edificio Banca Viñas-Aranda
El Edificio Banca Viñas-Aranda es un inmueble singular que si encuentra en el cruce de las calles Reconquista y Marqués de Valladares, en el centro de la ciudad de Vigo. Fue proyectado por el arquitecto Antonio Palacios en 1941. El edificio se construyó para ser la sede de la antigua Banca Viñas-Aranda; en la actualidad es sede del Banco Popular.

## Descripción

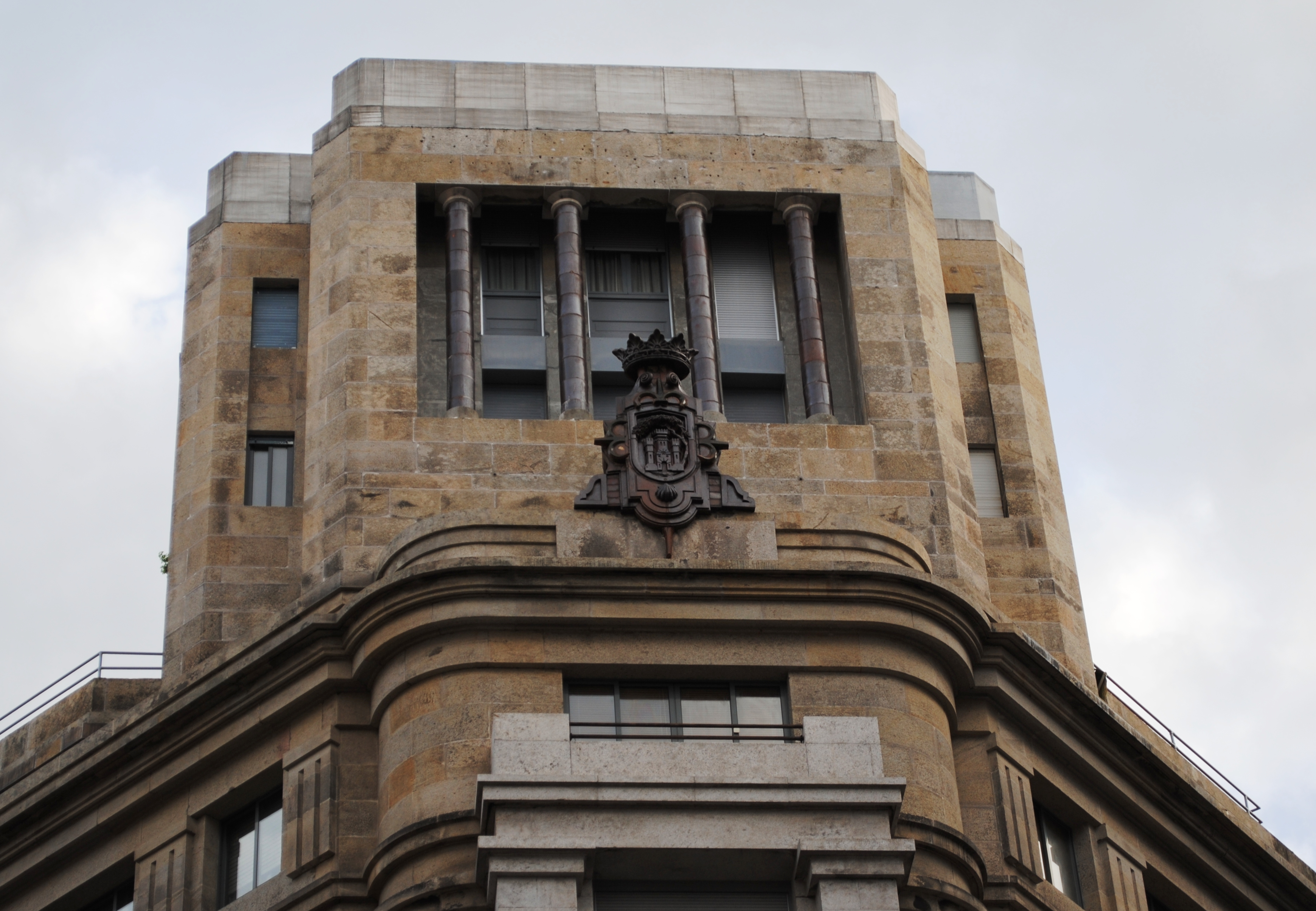
Detalle de la parte alta del chaflán.

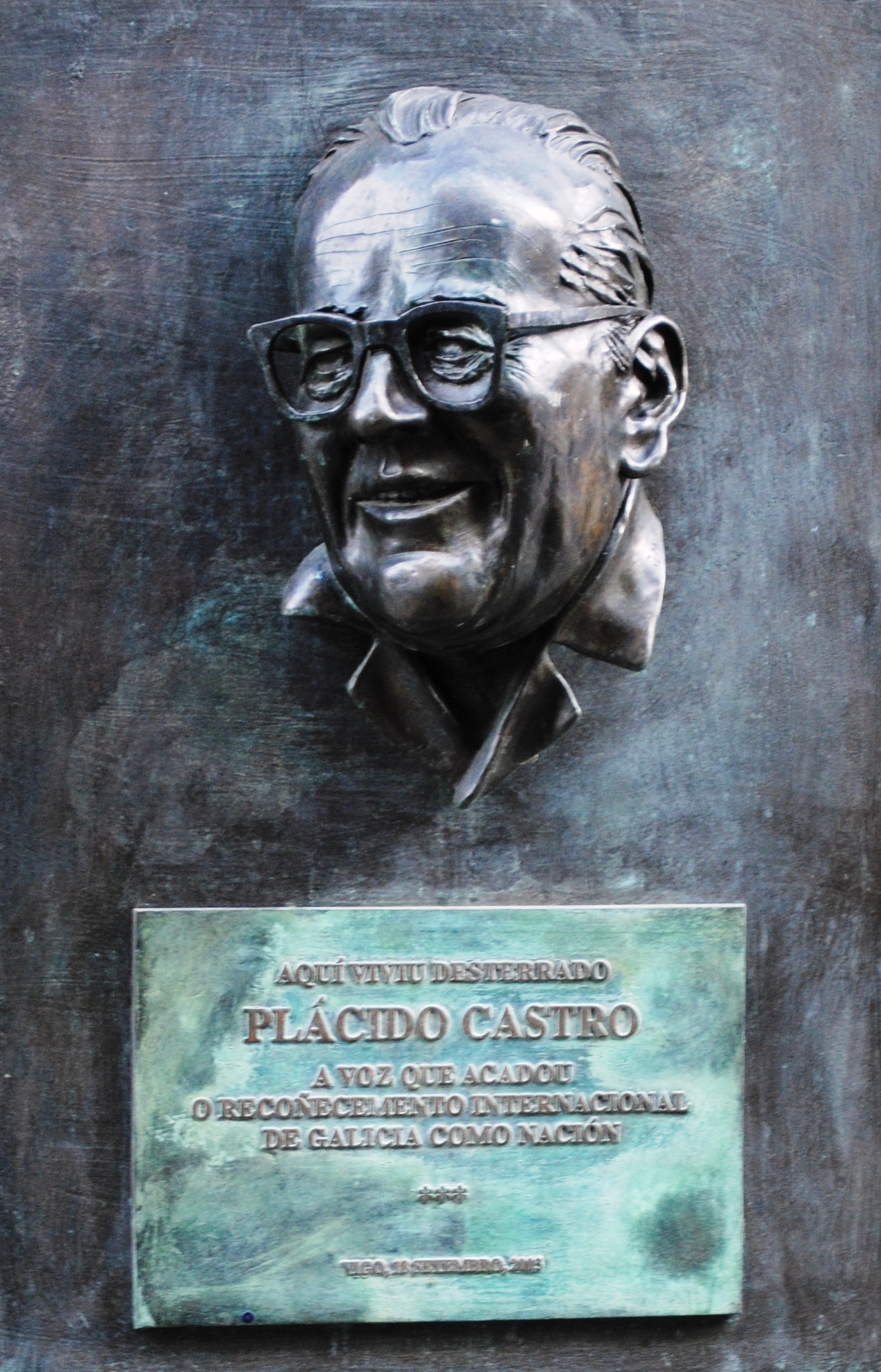
Placa sobre Plácido Castro en el edificio.

El edificio tiene un estilo clasicista que se acerca a la escuela de Chicago de finales del siglo XIX y es un ejemplo tardío de la arquitectura comercial de las obras realizadas por Palacios en Madrid a principios del siglo XX. Está construido en cantería de granito gallego; tiene sótano, planta baja, entresuelo, cuatro plantas y una más diferenciada. Aprovecha el chaflán que se me la fuere entre las dos calles para situar la puerta principal del banco; este chaflán tiene un gran vano con dos pilastras lisas, en alto de la cornisa del chaflán el edificio tiene un cuerpo a manera de torre de tres plantas que aporta monumentalidad. Tiene un gran cuerpo basamental con pilastras y arcos almohadillados en el entresuelo y la planta baja. Las cuatro plantas siguientes se caracterizan por las ventanas tipo oriel, típicamente inglesas, y las grandes columnas recubiertas de cerámica que enriquece el edificio plásticamente. La última planta diferenciada funciona como un falso entablamento con una disposición clásica de triglifos en el friso y ventanas con metopas.
El inmueble fue construido por la casa Pérez Conde. Las oficinas sana banca abrieron el 27 de mayo de 1944. En este edificio vivió el poeta, traductor y periodista Plácido Castro.

## La banca Viñas-Aranda
El 27 de diciembre de 1918 se constituyó en Vigo la Banca Viñas Aranda, fundada por el corredor de comercio Francisco Andrés Viñas Blanco (nacido en Noya el 28 de noviembre de 1878), el abogado Salvador Aranda Tapias y el comerciante Antonio Malvido Sanmartín. La Banca era una sociedad comanditaria por acciones, con un capital de 120 000 pesetas (100 000 en capital comanditario y 20 000 en capital colectivo).
La Banca Viñas (nombre con el que era conocida) se transformó en sociedad anónima el 20 de octubre de 1920, estableciendo su domicilio en el número 23 de la calle Colón de Vigo. El 10 de noviembre de 1930 se inauguró una nueva sed social, en un edificio diseñado por Antonio Cominges Tapias en la esquina de la calle Colón con Marqués de Valladares. En 1944 la sede se trasladó finalmente al edificio diseñado por Palacios.
A pesar de la situación de crecimiento económico, en la década de 1950 tuvieron lugar numerosos impagados y retrasos en la cancelación de créditos. Además, la Banca Viñas Aranda apenas tenía recursos propios, por lo que tuvo que ser intervenida durante dos años por el Banco de España.